# 1Q84
1Q84 (japonsky いちきゅうはちよん, Iči-Kjú-Hači-Jon) je dvanáctý román japonského spisovatele Harukiho Murakamiho, původně vydaný v třísvazkové formě mezi lety 2009 a 2010. Román se stal bestsellerem, když k vyprodání prvních dvou knih došlo v den uvedení na trh. Do měsíce pak prodejnost dosáhla hranice jednoho milionu výtisků.
Česky román vyšel ve dvou svazcích v nakladatelství Odeon, jako součást edice Světová knihovna. První dvě knihy byly vydány v roce 2012 a třetí pak roku 2013. Českého překladu se zhostil dvorní Murakamiho překladatel Tomáš Jurkovič.

## Základní informace

### Název
Poté, co Murakami odhalil úvodní úryvek a název, pracoval na románu další čtyři roky. Název je v japonštině slovní hříčkou k výslovnosti roku 1984 a také odkazuje na dystopické dílo George Orwella 1984. Písmeno Q a japonské číslo 9 (standardně do latinky romanizované jako „kjú“, což je podobné anglické výslovnosti písmene Q) jsou homofony, které se s oblibou využívají v japonských slovních hrách. Písmeno v názvu „1Q84“ lze také interpretovat jako „question“ (otázku) – svět, jenž přináší otázky.

### Kulturní odkazy
Murakami, stejně jako v předchozích knihách, zahrnul do děje odkazy na skladatele, spisovatele a další umělce. Opakovaně se v textu objevila Sinfonietta Leoše Janáčka, dále pak Bachův cyklus Dobře temperovaný klavír, Dowlandova Lachrimae či skladba Antonia Vivaldiho. Z modernějších umělců byli zmíněni Billie Holiday, Charles Mingus, či The Rolling Stones. Ve druhé knize prezentuje blues Louis Armstrong.
Aomame obdrží ke čtení v azylu obsáhlý Proustův román Hledání ztraceného času. Citován je také dlouhý úryvek japonského středověkého eposu Příběh rodu Taira a kratší text o Giljacích z cestovního deníku Antona Pavloviče Čechova Ostrov Sachalin (1893–1894).
Později zavražděná policistka Ajumi vnáší do děje myšlenku kanadského filozofa Marshalla McLuhana, vůdce sekty Lídr se zmiňuje o antropologu Frazerovi, Fjodoru Dostojevském i Carlu Gustavu Jungovi, strážce Tamaru upozorňuje na Čechovův apel, že vyskytne-li se na scéně střelná zbraň, pak se z ní musí vystřelit.

## Příběh

### Koncepce
Události příběhu se odehrávají v roce 1Q84, který představuje jednu z paralelních realit – fiktivních světů roku 1984. Většina děje se odvíjí v Tokiu. První kniha popisuje příběh mezi dubnem až červnem, druhá od července do září a třetí uzavírá vyprávění v období mezi říjnem a prosincem.
Fiktivní svět 1Q84 je nehostinné a nebezpečné místo pro život, do něhož jsou proti své vůli vrženy dvě hlavní postavy příběhu Tengo a Aomame. V procesu postupného uvědomování si nové skutečnosti začínají svádět boj o přežití, vymanění se z osidel fiktivní reality a snaží se nalézt jeden druhého. Další postavy nevykazují známky toho, že by si byly vědomé změněné reality.
Kniha je rozdělena na kapitoly vyprávěné v er-formě, které se vždy zaměřují na jednu z hlavních postav – Aomame, Tenga či Ušikawu.

### Děj
30letá masérka Aomame jede, za poslechu Janáčkovy Sinfonietty, po tokijské dálnici vykonat smluvenou práci. Taxi však uvízne v zácpě a řidič pasažérce navrhuje, aby sestoupila z únikového schodiště zavěšeného k okraji magistrály, u billboardu Essa s tygrem držícím tankovací pistoli. Po slezení z magistrály se vlakem přepraví do hotelu v Šibuji, kde během masáže zavraždí hosta vpichem dlouhé jehly do zátylku. Využívá tak výjimečné zručnosti k zavedení hrotu do center řídících životně důležité funkce pod bází čtvrté komory prodloužené míchy. Místo vpichu není znatelné, a policie tak případ uzavírá jako přirozené úmrtí na srdeční selhání.
Aomame si začíná všímat neobvyklých detailů, které odporují jejím vzpomínkám. Policisté na ulicích nově nosí poloautomatické zbraně, namísto starších typů. Nesrovnalosti se rozhoduje zkontrolovat s archivními výtisky novin, aby zjistila, že několik událostí v nich si nevybavuje, nebo že měly jiný průběh, než se domnívala. Dochází k závěru, že se ocitla v paralelní realitě, do níž pravděpodobně vstoupila slezením z magistrály. Pozměněný svět označila za rok „1Q84“.
Inteligentní 30letý Tengo vyučuje matematiku na vyšší střední škole v Jojogi a snaží se prosadit jako spisovatel. Zkušený redaktor Komacu, zaměstnaný v nakladatelství, zná jeho talent a tajně mu navrhuje, aby v roli ghostwritera přepracoval neobratně napsaný příběh 17leté Fukaeri. Jedná se o silný fantaskní děj nazvaný Kukly ze vzduchu (空気さなぎ), s nímž má ambice vyhrát literární soutěž a dílo zpeněžit. Tengo je k nabídce zdrženlivý. Souhlasí až po setkání s dyslektickou dívkou podivného chování a stylu komunikace, která mu dává svolení.
Krásná Fukaeri jej přivádí ke svému opatrovníkovi, profesoru Ebisunovi, od něhož se dovídá základní informace. Dívka vyrostla v náboženské sektě „Předvoj“ (さきが), do níž patřili její rodiče. Otec Tamocu Fukada byl vědeckým kolegou a profesorovým přítelem. Ebisuno komunu popisuje jako hierarchickou despotickou společnost, kde se z lidí stali roboti bez vlastního úsudku.
Fukada založil novou komunitu Předvoj v roce 1974 s dalšími třiceti členy. Mladí lidé v ní obětavě pracovali pod jeho vedením, ale následné neshody vyústily k rozštěpení na dvě frakce. Radikálnější z nich se pojmenovala „Akebono“ (あけぼの) a utkala se s policií v přestřelce u jezera Motosu v prefektuře Jamanaši.
Malá Fukaeri se před sedmi lety objevila u Ebisunových dveří. Nemluvila a nesnažila se o vysvětlení svých prožitků. Profesor se pak marně snažil kontaktovat Fukadu v Předvoji a stal se jejím opatrovníkem. O rodičích po celou dobu nic neslyšel. Během dalších let dívka vytvořila příběh Kukel ze vzduchu, jež vyprávěla profesorově dceři Azami, která jej zapisovala. Ústředním tématem byl osud dívenky v sektě, v níž potkala malé mystické bytosti, tzv. „Little People“ (リトル・ピープル), vylézající z mrtvé kozy. Svůj vzrůst měnily podle potřeby od tří centimetrů do jednoho metru, ve tvářích se jim nezračil žádný výraz. S plynutím času začal Tengo přemítat, jestli se – na první pohled – bláznivá story, nemohla ve skutečnosti alespoň v některých aspektech odehrát.
Aomame poskytovala cvičební lekce i zámožné staré paní z Azabu, vdově žijící ve střežené Vrbové vile. Obě se postupně velmi sblížily. Na pozemku stál azylový dům pro ženy, které se staly oběťmi domácího násilí. Bezpečnost zajišťoval profesionální Tamaru. Vdova cvičitelku příležitostně najímala na zprovození osob ze světa, které se provinily na svých bližních právě domácím násilím.
Sexuální touhu Aomame ventilovala promiskuitním životem. V oblíbeném baru vyhlížela starší plešatící partnery na jednu noc. Při těchto výpadech se poznala s policistkou Ajumi, s níž vytvořila nerozlučný tandem. Jednoho dne se však v novinách dočetla, že přítelkyni někdo uškrtil páskem v hotelovém pokoji.
Paní z Azabu instruktorce představila desetiletou Cubasu, která žila s rodiči v Předvoji. Masérce bylo odhaleno, že holčička zakusila pohlavní zneužívání od vůdce sekty, označovaného jako Lídr. Během noci vylezli z Cubasiných úst „Little People“ a začali spřádat kuklu z vláken vzduchu. Ráno se po holčičce slehla zem a vlčáka před dveřmi nalezli roztrhaného. Vdova, která ztratila dceru v důsledku domácího násilí, měla přitom v úmyslu ji adoptovat.
Paní z Abasu získala důkazy o Lídrově zneužívání děti. Vybrané dívenky měly sloužit jako kněžky. Aomame proto obdržela obtížný úkol, zprovodit dalšího trýznitele ze světa. Lídrovu obrovitou postavu sužovaly dlouhodobé bolesti. Sám si vybral masérku s dobrými referencemi. Mezi jeho výjimečné schopnosti patřily telekineze i slyšení hlasů „Little People“, které představovaly životně důležitou vlastnost pro přežití sekty. Jednalo se také o Fukaeřina otce. Zářijový večer jej Aomame navštívila v hotelu, kde spolu vedli podnětný rozhovor. Cvičitelku překvapil fakt, že Lídr znal její vražedný úmysl, a o vykonání tohoto činu dokonce požádal. Za vysvobození od bolesti přislíbil ochránit Tenga. Šikovná ruka Aomame tak zacílila jehlu do zátylku a poslala vůdce na „druhý břeh“. Při odchodu pak informovala členy ochranky Ohona s Holohlavcem, aby jej nechali dvě hodiny prospat. Tento čas využila k úniku do anonymního bytu, dočasného útočiště před plánovanou změnou identity včetně přeoperované tváře.
Aomame a Tengo se znali ze základní školy v čibské Ičikavě, kde společně chodili do čtvrté a páté třídy. Přestože se naposledy viděli jako desetiletí, častokrát na sebe mysleli. Samotářskou dívku ze sektářské rodiny dětský kolektiv nepřijal. S Tengem však poznali vzájemnou hřejivou náklonnost. Chlapec vyrůstal jen s přísným otcem, který pracoval jako výběrčí televizních poplatků. Jejich paralelní světy se o dvacet let později začaly přibližovat až se protly. Změněnou realitu si Tengo pro sebe nazval „Kočičím městem“.
Mazané soukromé očko Ušikawa, ošklivý chlap po vnější i vnitřní stránce, musel napravit chybu. Byl to on, kdo prověřoval Aomame před setkáním s Lídrem, a selhal. Vražedkyni musel vypátrat stůj co stůj, aby si zachránil vlastní kůži. Vychytralý exprávník odkryl spojení mezi ní a Tengem, jenž představoval nejslibnější volbu pro nalezení ukryté ženy. Ačkoli netušil, zdali jsou oba v kontaktu, začal Tenga sledovat z pronajatého bytu. Jeho nepřehlédnutelný zjev, s šišatou hlavou panáčka Fukusukeho, byl však zachycen bezpečností kamerou u Vrbové lípy paní z Azabu.
Hlavním cílem sekty se stalo zamezení dalšího šíření Fukaeřina bestselleru Kukel ze vzduchu. Román fascinoval čtenáře, hltající útlou knihu jako smyšlený příběh. Jeho vydání však způsobilo ztrátu Lídrovy schopnosti slyšet hlasy „Little People“, kteří se stáhli pod zemský povrch.
Ušikawa si z pronajatého bytu fotografoval osoby vstupující a vycházející z domu. Tento fakt vytušila citlivá Fukaeri, která se u Tenga skrývala. Sbalila si své věci a nadobro odtud odešla. Při východu se zahleděla do skrytého objektivu a Ušikawovi za ním, který věděl že ví, způsobila hlubokou ránu na duši.
Po obloze roku 1Q84 pluly dva měsíce. Velkou žlutou lunu doprovázel malý zelený kotouč. Tengo tento výjev upřeně sledoval z klouzačky před apartmánem, v němž se skrývala Aomame. Od chvíle, co bývalého spolužáka zahlédla z balkónu a promarnila šanci na setkání, jej neúnavně vyhlížela, kdyby se opět objevil. Ušikawův výstřední vzhled znala od Tamarua. Slídil zavěšený na Tenga nechápal, co jen může nahoře hledat. Proto následujícího večera vylezl na klouzačku také a ohromeně spatřil dva měsíce. Když si masérka uvědomila, koho má před sebou, využila šance a nerozvážně se vydala Ušikawu špehovat. Dorazila tak až do domu, v němž vysněný přítel z mladí bydlel. Vzhledem k úmrtí otce se však nenacházel v Tokiu. Svá zjištění oznámila Tamaruovi, který přijel slídila zavraždit a vytěžit z něj informace. Z obdrženého čísla zavolal do Předvoje, aby si přijeli uklidit mrtvolu. Obě strany se krátce informovaly o svých záměrech a postojích. Tamaru uznal, že cílem sekty už není likvidace vražedkyně, která přesto zůstávala součástí jejich plánu. Nenapadlo ho však nic, čím by měla být pro Předvoj důležitá. Následně zatelefonoval Tengovi a tlumočil mu žádost Aomame o schůzku.
Bývalí spolužáci se po dvaceti letech opět střetli a to na klouzačce, rozhodnuti opustit paralelní svět 1Q84. Aomame z něho tušila jen jediný východ. Pokusit se v opačném směru vylézt únikovým schodištěm na magistrálu. Tengo se od ní dozvěděl překvapivou zprávu, že bude otcem jejího dosud nenarozeného potomka. Fyzioterapeutka si byla jistá tím, že otěhotněla oné zářijové noci, kdy zprovodila Lídra ze světa. Styk přitom s nikým neměla od června. Tengovi to však vposledku nepřipadalo zvláštní. Dobře si uvědomoval, že tu tajemnou noc jedinkrát souložil s Fukaeri. Ačkoli dívka byla asexuálně založena, tak na něj z neznámého popudu nasedla, a on do ni silně ejakuloval. Nepodobalo se to přitom klasickému styku. Vzhledem k jejím výjimečným schopnostem, pravděpodobně sehrála úlohu koridoru mezi ním a dělohou Aomame. Na město se té noci snesla nejprudší bouřka s hromy a blesky, což mladá Fukaeri komentovala typicky úsečným prohlášením, že „Lidl pipl zase vivádějý.“
Východ na plošinu magistrály byl opravdu otevřen. Oba na ni vystoupali, ale přese všechno bylo něco jinak. Tygr s tankovací pistolí v ruce, na billboardu od Essa, shlížel na dvojici směrem doleva, zatímco při dubnovém sestupu Aomame měl hlavu nakloněnou doprava. Měsíc plul po obloze naštěstí opět jen jediný. Mladá žena si však náhle uvědomila závažnost Lídrova sdělení, že se již z roku 1Q84 nelze vrátit do stejného světa, z něhož přišla. Dvojice tušila, že Předvoj ve skutečnosti mohl pátrat po nenarozeném potomku v očekávání, že jednou zaujme pozici „Toho, kdo slyší hlasy“. Věřili však, že alternativní svět právě navždy opustili. Zamířili do hotelu a objednali si pokoj s výhledem na měsíc. Nad setmělým horizontem putoval stále jen jeden osamocený. Pak se začali milovat.

### Kukly ze vzduchu
Krátký fantaskní příběh pojednává o světě plném „Little People“. Jeho autorkou se stala mladá dívka Fukaeri, která je dcerou Lídra. Pro knižní vydání a literární soutěž děj přepsal nadějný spisovatel Tengo.
Hlavní hrdinkou je desetiletá dívka, žijící v izolované komuně. Záhadné bytosti v podobě „Little People“ vylézají během noci z mrtvé kozy, aby z vláken ze vzduchu splétaly kukly. Zámotek obsahuje duplikát malé dívky, její daughter. Dívka pak hraje úlohu mother. Po nebi plují dva měsíce, velký a malý, pravděpodobně odrážející vztah mezi mother a daughter.
Tengo o příběhu přemýšlel a spekuloval, že by se do jisté míry mohlo jednat o autobiografii Fukaeri, která nehodlala dále plnit roli mother a tak z komunity uprchla.
Ten, který slyší hlasy zřejmě vyžadoval přítomnost daughter, jež přijímala zvukové vjemy od „Little People“. Lídr byl nadán schopností slyšet a porozumět obsahu sdělení. Fukaeri tento nutný vztah dvou osob přirovnala k vazbě mezi perceiverem a receiverem – tedy ke vztahu toho, kdo hlasy zprostředkovává, a toho, kdo je slyší. Pro vznik správné daughter z kukly však bylo nejdříve nutné zajistit vhodnou mother, domníval se Tengo.

## Hlavní postavy
Aomame
Aomame (japonsky 青豆, Aomame) je jednou ze tří hlavních postav příběhu. Třicetiletá fyzioterapeutka a organizátorka kurzů sebeobrany je najímána tajemnou organizací na vraždy osob, které se provinily násilím na bližních, a na něž je spravedlnost krátká. Díky technice provedení vypadají vraždy jako přirozená úmrtí. Její celé jméno zní Masami Aomame, ale v příběhu je dominantně použito jen příjmení Aomame, znamenající „zelený hrášek“. Vychována byla jako členka sekty Společenství svědků. O víkendech obcházela s rodiči domy a roznášela náboženské materiály. V jedenácti letech se víry zřekla, čímž pro rodiče přestala existovat.
Tengo Kawana
Tengo Kawana (japonsky 川奈 天吾, Kawana Tengo) se řadí ke třem ústředním hrdinům románu. Ve třiceti letech je nadějným začínajícím spisovatelem, jenž pracuje jako učitel matematiky na jobikō (予備校), typu přípravné školy pro vysokoškolské studium. Udržoval občasný sexuální vztah se ženou o deset let starší, než ho ukončil ženin manžel. Jeho matka zemřela – dle Ušikawy –, když mu bylo 1,5 roku. Ve vzpomínce se mu vrací nejranější výjev, v němž matka nabízela prs s mlékem muži, jenž nebyl jeho otcem. Vychoval jej přisný otec, zaměstnaný jako výběrčí televizních poplatků pro NHK. Každou neděli jej musel doprovázet po domech. Vzájemný vztah byl chladný. Na základní škole vynikal a ve čtvrté i páté třídě měl Aomame za spolužačku.
Ušikawa
Ušikawa (japonsky 牛河, Ušikawa) je třetí hlavní postava románu. Začínal jako schopný právník. Do později rozvedeného manželství se narodily dvě dcery. Nápadně ošklivý muž se šišatou hlavou, zkaženého charakteru, pracuje jako soukromé očko. Silnou stránku je neodbytnost a získávání informací. Komunita Předvoj jej najala na prověření Tenga a později také k vypátrání Aomame. Postava se objevuje také v románu Kronika ptáčka na klíček.
Komacu
Komacu (japonsky 小松, Komacu) je 45letý redaktor nakladatelství. Žije vlastním rytmem života nehledícím na ostatní. Tengovi často volá za hluboké noci. Do práce s oblibou dochází o víkendu, kdy je v ní sám. Předchází jej dobrá profesní reputace, nikoli však přátelská povaha. Soukromý život je zahalen nedostatkem informací. Spolupracuje s Tengem. Předvoj jej unesl, aby dosáhl zastavení dalšího šíření knihy Kukel ze vzduchu, z níž se stal bestseller.
Fukaeri
Fukaeri (japonsky ふかえり, Fuka-Eri) je neobyčejně citlivá 17letá středoškolačka, vysoká, hubená s plnými prsy. Má zvláštní styl vyjadřování, velmi úsečný a ne zcela srozumitelný okolí. Působí flegmatickým dojmem a asexuálním založením. Trpí dyslexií. Představuje autorku příběhu Kukel ze vzduchu (空気さなぎ). Celé jméno zní Eriko Fukada, jehož zkrácením vznikla krátká varianta.
Lídr
Lídr je zakladatelem sekty Předvoj, který slyší hlasy „Little People“. Skutečné občanské jméno zní Tamocu Fukada a dcerou je Fukaeri. Postihla jej záhadná nemoc, která způsobuje ataky silných bolestí a celkovou ztuhlost těla. V jejím důsledku ztrácí schopnost slyšet hlasy, životně důležité pro život sekty. Původní profesí byl vědec.
Paní z Azabu
Paní z Azabu (japonsky 老婦人, stará paní) je zámožná vdova uprostřed osmého decenia věku. Skutečné jméno zní Šizue Ogata (Hepburn: Ogata Shizue). Po manželově úmrtí se ujala rodinného podniku a nastřádala velké jmění i důležité kontakty. Žije ve Vrbové vile, ležící v rezidenční oblasti Azabu tokijské čtvrti Minato. Na pozemku se nachází azylový dům pro ženy, které se staly oběťmi domácího násilí. V jeho důsledku sama ztratila dceru. Cvičební lekce jí poskytuje Aomame, s níž se spřátelila. Fyzioterapeutku najímá na vraždy mužů, kteří se provinili domácím násilím.
Tamaru
Tamaru (japonsky タマル, Tamaru) je 40letý muž, který slouží jako loajální bodyguard paní z Azabu. Představuje profesionála se zkušenostmi z jednotky japonských obranných sil. Otevřeně se hlásí k homosexuální orientaci, přestože má z mládí dceru. Žije v jiné části Azabu s mladším přítelem. Oblíbeným plemenem psa je německý ovčák.
Profesor Ebisuno
Profesor Ebisuno (japonsky 戎野隆之先生, Professor Ebisuno) je bývalý vědec uprostřed sedmého decenia věku a opatrovník Fukaeri, žijící v Šinanomači. Během profesní kariéry pracoval v akademii s Fukaeřiným otcem Tamocuem Fukadou, který zanechal vědecké dráhy a s třiceti studenty založil sektu Předvoj. Desetiletá Fukaeri se jednoho dne objevila u jeho dveří, aniž by se snažila vysvětlit okolnosti příchodu.

## První vydání
Česká republika
- Svazek 1 (ISBN 978-80-207-1456-5, 768 stran), obsahuje Knihy 1 a 2, vydáno 2012.
- Svazek 2 (ISBN 978-80-207-1514-2, 468 stran), obsahuje Knihu 3, vydáno 2013.

Japonsko
- Kniha 1 (ISBN 978-4-10-353422-8, 554 stran), vydáno 29. května 2009.
- Kniha 2 (ISBN 978-4-10-353423-5, 501 stran), vydáno 29. května 2009.
- Kniha 3 (ISBN 978-4-10-353425-9, 602 stran), vydáno 16. dubna 2010.

Maďarsko
- Kniha 1 (ISBN 978-963-9973-51-0, 469 stran), vydáno 25. října 2011.[18]
- Kniha 2 (ISBN 978-963-9973-30-5, 510 stran), vydáno 25. října 2011.
- Kniha 3 (ISBN 978-963-9973-62-6, 576 stran), vydáno v dubnu 2012.

Norsko
- Svazek 1 (ISBN 978-82-530-3380-8, 751 stran), obsahuje Knihy 1 a 2, vydáno 2011.
- Svazek 2 (ISBN 978-82-530-3483-6, 432 stran), obsahuje Knihu 3, vydáno 2012.

Řecko
- Kniha 1 (ISBN 978-960-496-654-7, 480 stran), vydáno 25. října 2012.
- Kniha 2 (ISBN 978-960-496-833-6, 416 stran), vydáno 25. října 2012.
- Kniha 3 (ISBN 978-618-01-0101-0, 512 stran), vydáno 18. dubna 2013.

Spojené království
- Svazek 1 (ISBN 978-1-84655-407-0, 624 stran), obsahuje Knihy 1 a 2, vydáno 18. října 2011, překlad: Jay Rubin.[19]
- Svazek 2 (ISBN 978-1-84655-405-6, 368 stran), obsahuje Knihu 3, vydáno 25. října 2011, překlad: Philip Gabriel.
- Jediný svazek (ISBN 978-0-09-957807-9, 1 342 stran), vydáno 2. srpna 2012.

Spojené státy
- Jediný svazek (ISBN 978-0-307-59331-3, 928 stran), vydáno 25. října 2011.[20]

Turecko
- Jediný svazek (ISBN 978-605-09-0638-7, 1 256 stran), vydáno v dubnu 2012.

## Citát
Nejvlastnější poselství celé knihy a jádro Murakamiho odpovědi lacinému Asaharovu příběhu se pak paradoxně neskrývá v rafinovaně členěném … textu, ale spíš ve zcela prostém mottu, citovaném v samém úvodu románu a zopakovaném znovu na úplném konci. V úryvku písně Nata Kinga Colea, v níž se zpívá, že vše, co vidíme kolem sebe, jsou jen prázdné kulisy, a že to jediné, co platí, je, jestli dokážeme někoho milovat. To je ten hlavní a nejdůležitější „příbeh“.
Tomáš Jurkovič, doslov